# Personne n'est parfaite
Pour les articles homonymes, voir Nobody's Perfect.
Ne doit pas être confondu avec Personne n'est parfait(e).
Pour plus de détails, voir Fiche technique et Distribution.
Personne n'est parfaite (Nobody's perfect) est un film américain réalisé par Robert Kaylor, sorti en 1990.

## Synopsis
Pour se rapprocher de celle qu'il aime, Stephen Parker, brillant élève de l'Université californienne de Bramson  College se fait passer pour une fille, Stéphanie.

## Fiche technique
- Titre français : Personne n'est parfaite
- Titre original : Nobody's perfect
- Réalisation : Robert Kaylor
- Scénario : Steven Ader, Joel Block et Annie Korzen
- Musique : Robert Randles
- Photographie : Claus Loof
- Montage : Robert Gordon
- Production : Benni Korzen
- Genre : comédie
- Durée : 1h30
- Pays d'origine :  États-Unis
- Langue originale : anglais
- Dates de sortie : 
  - États-Unis : 2 février 1990
  - France : 12 juin 1991

## Distribution
- Chad Lowe : Stephen / Stephanie
- Gail O'Grady : Shelly
- Patrick Breen : Andy
- Robert Vaughn : Dr Duncan
- Eric Bruskotter : Stanley
- Kim Flowers : Jackie
- Carmen More : Carla
- Todd Caldecott : Brad

## Anecdote
Le titre anglais du film rend hommage à la réplique cultissime, « Personne n'est parfait », clôturant le film Certains l'aiment chaud (Some like it hot), le chef-d'œuvre de Billy Wilder en 1959, avec Marilyn Monroe, Tony Curtis et Jack Lemmon.